# 942 Romilda
942 Romilda је астероид главног астероидног појаса са средњом удаљеношћу од Сунца која износи 3,158 астрономских јединица (АЈ). 
Апсолутна магнитуда астероида је 10,3 а геометријски албедо 0,035.